# Bordogna-Plateau
Das Bordogna-Plateau ist ein 3000 bis 4000 m hoch gelegenes und in seiner Ausdehnung dreieckiges Plateau von 72 km² Größe in der antarktischen Ross Dependency. Es liegt in der südlichen Holland Range an der Shackleton-Küste. Das Plateau wird von steilen Kliffs und Mount Lloyd im Norden sowie durch den Clarkson Peak und Mount Miller im Süden begrenzt. Die steil abfallenden Kliffs an seiner Südseite erheben sich 1200 m über das Bowden-Firnfeld.
Das Advisory Committee on Antarctic Names benannte die Hochebene im Jahr 2005 nach Joseph Bordogna (1933–2019), der in der National Science Foundation zwischen 1992 und 2005 mehrere leitende Funktionen innehatte und dabei das United States Antarctic Program maßgeblich begleitete.